# Mášeňka
Mášeňka je první román ruského spisovatele Vladimira Vladimiroviče Nabokova z roku 1926.

## Děj románu
Hrdinou románu je ruský emigrant Lev Glebovič Ganin. Byl zraněn v občanské válce a emigroval do Berlína. Žije společně s dalšími emigranty v penzionu, který náleží vdově Lydii Nikolajevně Dornové. Vede podivný život, schází se s další emigrantkou Ludmilou, kterou nemiluje a neustále řeší problém, jak se s ní rozejít. Sama Ludmila je natolik naivní, že v Ganinově chování nezaznamená nezájem. O všech emigrantech žijících v penzionu Ganin smýšlí jako o ruských stínech.
Jeden večer konverzuje s Alfjorovem a zjišťuje, že za ním má do emigrace zavítat jeho žena Mášeňka; když Alfjorov ukáže Ganinovi její fotku, ten se zvedne a bez vysvětlení odejde. Vzápětí Ganin navštíví Ludmilu a končí s ní poměr – vysvětlí jí, že miluje jinou ženu. V souvislosti se jménem Mášeňka začíná Ganin myslet na Rusko a vzpomíná na dobu, kdy mu bylo šestnáct let a léčil se z tyfové nákazy, a krátce na to potkal dívku jménem Mášeňka, do které se na první pohled zamiloval. Vkrade se do pokoje k Alfjorovovi a chce se znovu podívat na fotku jeho ženy, přistihne ho ale emigrantka Klára, kamarádka Ludmily, která si na Ganina tajně myslí, a domnívá se, že chtěl odcizit příteli peníze. Ganin ji v tom nechává. Myslí si, že mu může porozumět jedině stařičký básník Podťagin, který se marně snaží získat povolení pro výjezd do Francie a žije v Berlíně s pocitem, že se do Ruska už nikdy nevrátí, protože je příliš starý.
Ganin emigraci považuje za pouhý sen, jako reálné vnímá to, co se odehrálo v Rusku. Vzpomíná na to, jak se s Mášeňkou párkrát setkali a jak se do sebe zamilovali. Potom začala škola, oba odjeli z venkova do Petrohradu a vídali se méně, navíc byla zima a neměli kam jít, jejich láska chřadla. Mášeňka odjela do Moskvy. V létě se opět setkali, jel za ní kus na kole, nakonec ale došel k závěru, že ji nemiluje. Mášeňka se už neozvala. Naposledy se náhodou setkali ve vlaku a on měl pocit, že ji opět miluje.
Ganin vzpomíná a slíbí básníkovi, že mu pomůže získat povolení pro výjezd do Francie. Básník ale ztratí pas, což je zlé.
Když vypukla válka, Mášeňka Ganinovi psala na frontu dopisy, on jí odepisoval. Nyní čte staré dopisy a těší se, že ji znovu uvidí. Od setkání si hodně slibuje, myslí si, že všechno bude jako dřív a že s ním Mášeňka odjede. V bojích byl raněn, emigroval a od té doby ji neviděl ani si s ní nepsal. Mášeňka pro něj znamená celé Rusko. Opije jejího manžela, aby na ni ráno zapomněl a nejel pro ni k vlaku. Alfjorov se mu v opilosti přiznává k nevěře. Ganin nakonec ale nejede na nádraží, ale odjíždí do Francie. Básník umírá a vzpomínky na Mášeňku Ganin nechává v domě společně s umírajícím básníkem.

## Postavy
- Lev Glebovič Ganin: ruský emigrant pobývající v Berlíně, jeho život se dostává do pohybu až se vzpomínkami na dávnou lásku z dětství.
- Mášeňka: Ganinova láska z dětství, v románu nevystupuje, pouze se o ní dozvídáme z Ganinových vzpomínek a prostřednictvím jejího manžela.
- Alexej Ivanovič Alfjorov: manžel Mášeňky, netrpělivě očekává její příjezd do Německa, kam sám před lety emigroval.
- Podťagin: stařičký básník, který se snaží dostat z Berlína do Francie za svou neteří, v emigraci již netvoří, nakonec umírá v penzionu pro emigranty.

## Rozbor díla
Mášeňka je Nabokovův první román, který byl vydán v roce 1926. Mášeňka má patrnou autobiografickou osnovu a sám Nabokov přiznal, že se prostřednictvím tohoto románu chtěl odpoutat sám od sebe a nasytit touhu po první lásce a ztracené vlasti. Tématem jeho románové prvotiny je emigrace jako ztráta domova, jistot a pevného vědomí vlastní identity. Rekonstrukce milostného románu vytrhuje hlavního hrdinu románu Ganina z letargie a nakonec přináší poznání vedoucí k opuštění ideálů mladosti. Toto rozhodnutí dává jeho životu smysl a otevírá mu dveře do budoucnosti. Název románu je do neslovanských jazyků těžko přeložitelný. Titulní postava není fyzicky přítomna v ději, figuruje zde pouze jako součást vzpomínek. Mášeňka je v podstatě literární maska a zástupný symbol poetizovaného obrazu Ruska, v němž nechybí ironická tónina.